# كريس كونور
كريس كونور (بالإنجليزية: Chris Connor)‏ هي مغنية أمريكية، ولدت في 8 نوفمبر 1927 في كانساس سيتي في الولايات المتحدة، وتوفيت في 29 أغسطس 2009 في نيوجيرسي في الولايات المتحدة بسبب سرطان.

## وصلات خارجية
- كريس كونور على موقع ميوزك برينز (الإنجليزية)
- كريس كونور على موقع إن إن دي بي (الإنجليزية)
- كريس كونور على موقع أول ميوزيك (الإنجليزية)
- كريس كونور على موقع ديسكوغز (الإنجليزية)